# 海伍德 (伊利諾伊州)
海伍德（英語：Highwood）是一個位於美國伊利諾伊州萊克縣的城市。

## 地理
海伍德的座標為42°12′19″N 87°48′44″W / 42.20528°N 87.81222°W，而該地的平均海拔高度為209米（即686英尺）。

## 人口
根據2010年美國人口普查的數據，海伍德的面積為1.84平方千米，當中陸地面積為1.84平方千米，而水域面積為0.00平方千米。當地共有人口5405人，而人口密度為每平方千米2,937.5人。